# 巴彦呼舒镇
巴彦呼舒镇，又称白音胡硕镇，是中华人民共和国内蒙古自治区兴安盟科尔沁右翼中旗下辖的一个镇。

## 行政区划
巴彦呼舒镇下辖以下地区：
图什业图社区、伊和苏莫社区、罕乌拉社区、巴彦社区、霍林郭勒社区、满都拉社区、呼格吉勒社区、呼和社区、前德门社区、铁路社区、布敦化社区、赛罕社区、莫勒黑哈达嘎查、窑艾里嘎查委员会、王鲁嘎查、敖尼斯台嘎查、浩特化嘎查、察尔森化嘎查委员会、西日道卜嘎查、伊和塔拉嘎查、十三马架子嘎查、哈日道卜嘎查、草高图嘎查委员会、海龙嘎查委员会、准布敦化嘎查、巴仁布敦化嘎查、西日嘎嘎查、杜锡恩格热嘎查、乌逊嘎查、杜日本格热嘎查委员会、嘎旦扎拉嘎嘎查、巴彦温都热嘎查委员会、查干敖瑞嘎查、罕乌拉嘎查、红星林场、义和塔拉林场、草籽繁殖场、良种繁殖场和翰嘎利水库生活区。